# Велика Деражня
Вели́ка Дера́жня — село в Україні, у Піщівській сільській територіальній громаді Звягельського району Житомирської області. Чисельність населення становить 378 осіб (2001). У 1923—25 та 1926—54 роках — адміністративний центр колишньої однойменної сільської ради.

## Населення
Станом на 1885 рік в селі мешкало 190 осіб, налічувалося 35 дворових господарств, у 1887 році — 380 мешканців, дворів — 62, наприкінці 19 століття — 235 мешканців та 50 дворів.
У 1906 році у селі налічувалося 290 мешканців, дворів — 55, у 1923 році — 96 дворів та 447 мешканців.
Відповідно до результатів перепису населення СРСР, кількість населення, станом на 12 січня 1989 року, становила 462 особи. Станом на 5 грудня 2001 року, відповідно до перепису населення України, кількість мешканців села становила 378 осіб.

### Мова
Розподіл населення за рідною мовою за даними перепису 2001 року:
| Мова       | Кількість | Відсоток |
| ---------- | --------- | -------- |
| українська | 376       | 99.48%   |
| російська  | 1         | 0.26%    |
| білоруська | 1         | 0.26%    |
| Усього     | 378       | 100%     |

## Історія
Наприкінці 17 — на початку 18 століть належало Ломиковським, з котрих один, за гетьманування Івана Мазепи, був обозним запорозького війська.
У другій половині 18 століття — сільце Піщівської волості Новоград-Волинського повіту. Входило до православної парафії с. Середня Деражня, належало Іванові Платоновичу Ломиковському. З 1870 року діяла церковно-парафіяльна школа.
Станом на 1885 рік — колишнє власницьке сільце Піщівської волості Новоград-Волинського повіту Волинської губернії. Були школа, заїзд, вітровий та водяний млини.
Наприкінці 19 століття — село Піщівської волості Новоград-Волинського повіту, за 29 км від Звягеля, недалеко Корця, власність Ломиковських. Діяла церковно-парафіяльна школа.
У 1906 році — сільце Піщівської волості (1-го стану) Новоград-Волинського повіту Волинської губернії. Відстань до повітового центру, м. Новоград-Волинський, становила 23 версти, до волосного центру, с. Піщів — 3 версти. Найближче поштово-телеграфне відділення розташовувалося у Дідовичах.
У 1913 році дворяни Ходаківські, Антон, Павло та Іван, володіли землею у кількости 308 десятин.
У 1923 році включене до складу новоствореної Велико-Деражнянської сільської ради, яка, 7 березня 1923 року, включена до складу новоутвореного Пищівського (згодом — Ярунський) району Житомирської (згодом — Волинська) округи; адміністративний центр ради. Розміщувалося за 4 версти від районного центру, с. Піщів. 28 вересня 1925 року адміністративний центр Велико-Деражнянської сільської ради перенесено до с. Середня Деражня з перейменуванням ради на Середньодеражнянську. 27 жовтня 1926 року в відновлено Велико-Деражнянську сільську раду у складі Ярунського району Волинської округи. 11 серпня 1954 року, відповідно до указу Президії Верховної ради УРСР «Про укрупнення сільських рад по Житомирській області», внаслідок ліквідації Великодеражнянської сільської ради, село включене до складу Середньодеражнянської сільської ради Ярунського району. 4 червня 1958 року, село, в складі сільської ради, включене до відновленого Новоград-Волинського району Житомирської області.
7 серпня 2017 року село увійшло до складу новоствореної Піщівської сільської територіальної громади Новоград-Волинського району Житомирської області.